# Berengária de Navarra
Berengária de Navarra (em espanhol: Berenguela; Tudela, c. 1165 — Le Mans, 23 de dezembro de 1230) foi a rainha consorte de Ricardo I de Inglaterra. Ela era a filha do rei Sancho VI de Navarra e da infanta Sancha de Castela.

## Biografia
O seu noivado com o futuro Ricardo I de Inglaterra foi organizado pela sogra, Leonor da Aquitânia. Berengária não foi a primeira escolha para mulher de Ricardo, que esteve prometido à princesa Alice de França, irmã de Filipe II. No entanto, no meio dos preparativos, Alice pode ter se tornado amante de Henrique II, pai de Ricardo, o que inviabilizou a união por motivos religiosos. O casamento realizou-se na ilha de Chipre a 12 de maio de 1191, quando Ricardo, já rei, se dirigia em cruzada a caminho da Terra Santa. Berengária acompanhou depois o exército durante a primeira parte da campanha.
O casal regressou à Europa depois da terceira cruzada por vias separadas e Ricardo foi feito prisioneiro pelo Duque da Áustria, que o manteve sob prisão por alguns anos. Depois da sua libertação Ricardo voltou a Inglaterra mas não chamou Berengária para o pé de si. O casamento não deve ter sido um grande sucesso pois nunca resultou em filhos e para o fim da vida Ricardo teve de ser intimado por um padre a reunir-se à mulher. Tal não veio a acontecer e Berengária foi a única rainha consorte de Inglaterra que nunca visitou o país.
Berengária viveu o resto da vida em Le Mans e e foi a fundadora da Abadia de L'Épau, em Le Mans, onde foi sepultada após a morte. Séculos mais tarde, em 1821, seu corpo foi transferido para a Catedral de Le Mans.

## Na cultura popular
Berengária é representada nas seguintes obras:

### Filmes
- No filme de 1935, As Cruzadas, é interpretada pela americana Loretta Young;
- King Richard and the Crusaders, de 1954, é um filme baseado no romance The Talisman, onde Berengária é interpretada por Paula Raymond;
- Richard the Lionheart, série britânica da ITV, na qual é representada por Sheila Whittingham.

### Literatura
- Propinquity, romance do australiano John MacGregor;
- The Talisman, escrito por Walter Scott;
- Lionheart, livro de 2011 por Sharon Kay Penman.